# Wirat Wangchan
Wirat Wangchan (thailändisch วิรัช วังจันทร์; * 25. Februar 1976 in Surin), auch als Pu bekannt, ist ein ehemaliger thailändischer Fußballspieler und heutiger -trainer.

## Karriere

### Spieler

#### Verein
Wirat Wangchan spielte in seiner aktiven Laufbahn als Fußballspieler für die Erstligisten Chulalongkorn University FC, Singhtarua FC und den PEA FC. Am 1. Januar 2007 beendete er seine Karriere als Fußballspieler.

#### Nationalmannschaft
Von 1999 bis 2001 spielte Wangchan 20-mal für die thailändische Nationalmannschaft.

### Trainer
Wirat Wangchan war von 2013 bis Ende März 2017 Torwarttrainer der thailändischen Nationalmannschaft. Im Dezember 2019 wurde er als Co-Trainer bei dem Zweitligisten Ayutthaya United FC vorgestellt.